# Puma
Puma (znanstveno ime Puma concolor) ali z drugimi besedami tudi »gorski lev« ali »panter«, je sesalec iz družine mačk (Felidae), ki spadajo med red zveri. Prihaja iz Amerike. Ta velika samotarska mačka za svoje življenje potrebuje večja območja, kot katerikoli drugi sesalec na zahodni polobli. Zavzema območje od Jukona v Kanadi do južnih Andov v južni Ameriki.
Je druga najtežja mačka v Ameriki po jaguarju in četrta najtežja na svetu, po tigru, levu in jaguarju. Spada v vejo velikih mačk.

## Prehranjevanje
Je sposoben plenilec, ki lovi različne vrste plena. Njegova primarna hrana so košute in jeleni, katere lovi predvsem na bolj severnih območjih. Lovi pa tudi žuželke in glodavce.

## Življenjski prostor
Najpogosteje ga najdemo v življenjskih prostorih z gosto podrastjo, saj mu taka področja omogočajo lažje zalezovanje, živi pa tudi na odprtih območjih.
Populacija pum je majhna, saj so te mačke samotarji in za življenje potrebujejo veliko ozemlje. Velikost ozemlja pa je odvisna predvsem od rastlinstva in izobilja plena.
Čeprav je puma velik plenilec, pa ni vedno dominantna vrsta na svojem ozemlju. Ko za plen tekmuje z volkovi, le ti običajno prevladajo.
Ta samotarska mačka se po navadi izogiba ljudi. Napadi na ljudi so redki, čeprav jih je v zadnjem času vedno več. Razlog za to je širjenje naselij, saj se tako zmanjšal pumin življenjski prostor.
Zaradi človeka pa se je na številnih območjih, kjer so pume že od nekdaj živele zelo zmanjšala populacija teh plenilskih mačk. Na ta način je bila puma iztrebljena v severovzhodni Ameriki, razen nekaj osamljenih populacij na Floridi. Vendar žival mogoče ponovno naselili na njena bivša vzhodna območja.
Zaradi velikega območja na katerem se puma nahaja ima mnogo imen in je pogosto omenjena v mitologiji domorodnih ljudi v Ameriki in v sodobni kulturi.

## Poimenovanje in etimologija
Beseda puma je tujka, prevzeta preko nemščine in španščine iz južnoameriškega indijanskega jezika kečuanščine, v katerem se ta žival prav tako imenuje puma 